# Fâneața Valea Roșie
Fâneața Valea Roșie este o arie protejată de interes național ce corespunde categoriei a IV-a IUCN (rezervație naturală de tip botanic), situată în verstul Transilvaniei, pe teritoriul județului Bihor.

## Localizare
Aria naturală se află în nord-vestul Câmpiei Crișurilor (unitate geomorfologică ce aparține Câmpiei de Vest), în partea central-vestică a județului Bihor, pe teritoriul administrativ al comunei Paleu, în partea estică a satului Săldăbagiu de Munte.

## Descriere

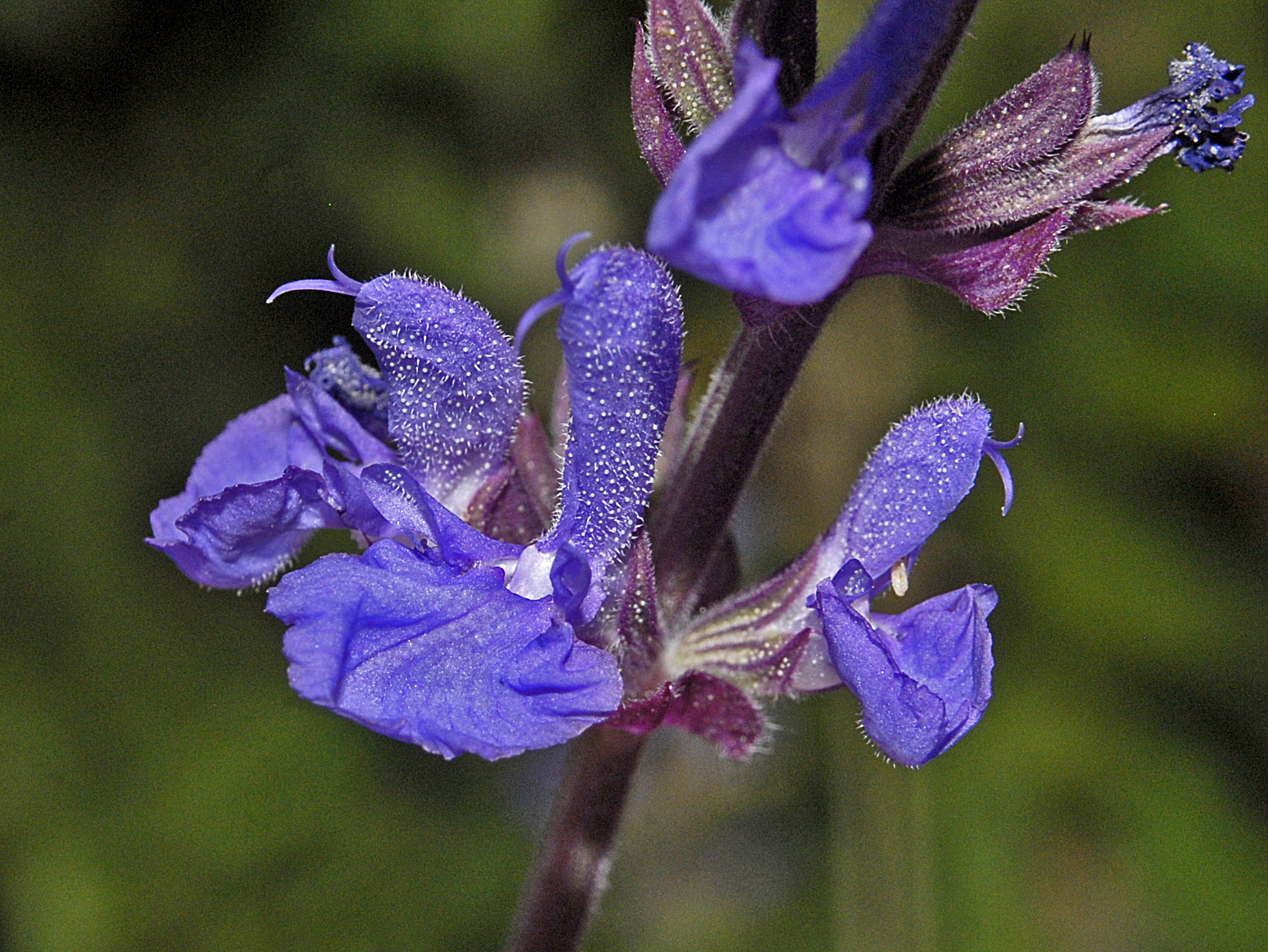
Salvie (Salvia amplexicaulis)

Rezervația naturală cu o suprafață de 4 hectare a fost declarată arie protejată prin Legea Nr.5 din 6 martie 2000 (privind aprobarea Planului de amenajare a teritoriului național - Secțiunea a III-a - zone protejate, publicată în Monitorul Oficial al României, Nr.152 din 12 aprilie 2000) și se suprapune sitului de importanță comunitară - Valea Roșie.
Rezervația Fâneața Valea Roșie reprezintă o zonă naturală (încadrată în bioregiunea continentală a nord-vestului Câmpiei Crișurilor) acoperită cu pajiști și păduri de foioase în arealul căreia vegetează mai multe specii de plante protejate la nivel european prin Directiva 92/43/CE (anexa I-a) din 21 mai 1992 (privind conservarea habitatelor naturale și a speciilor de faună și floră sălbatică); printre care: salvia (Salvia amplexicaulis), untul-vacii (Orchis morio), coada racului (Potentilla anserina), clocotici (Rhinanthus borbasii), vicia (Vicia sparsiflora), steliță (Aster sedifolius ssp. canus), coada-vulpii (Alopecurus pratensis ssp. laguriformis), drob (Chamaecytisus rochelii) sau brebenei (Corydalis solida ssp. slivenensis).